# Heinrich Welke
Heinrich Welke  (* 2. September 1943 in Klein-Wittenberg (heute Jaraczewo), Westpreußen) ist ein deutscher Pädagoge und  Politiker (FDP) in Bremen. Er war Mitglied der Bremischen Bürgerschaft. 

## Biografie

### Ausbildung und Beruf
Welkes Familie gelangte nach der Flucht aus Westpreußen 1945 in den Ostharz. Da er wegen seiner Weigerung, dem DDR-Staatsjugendverband Junge Pioniere beizutreten, nicht zur Oberschule zugelassen wurde, setzte Welke ab 1958 den Schulbesuch in Westberlin bis zum Abitur 1963 fort. 1968, nach Abschluss eines Betriebswirtschaftsstudiums an der Freien Universität Berlin, war er als Berufsschullehrer zuerst in Niedersachsen und später in Bremen tätig.
1995, nach seiner Abgeordnetentätigkeit, war er als Dozent am Aus- und Fortbildungszentrum der Bremischen Verwaltung und an der Hochschule für Öffentliche Verwaltung Bremen sowie von 2001 bis 2009 an der Hochschule Bremen (Fachbereich Wirtschaft) tätig. 

### Politik
Welke ist seit 1969 Mitglied in der FDP. Er war von 1972 bis 1974 Vorsitzender des FDP-Kreisverbandes Vechta in Südoldenburg. Nach seinem Umzug nach Bremen war er von 1976 bis 1992 Vorsitzender des FDP-Kreisverbandes Bremen links der Weser und Mitglied des Landesvorstandes der FDP.
1975 wurde der Grollander Mitglied des Beirates des Stadtteils Bremen-Huchting. Dem Beirat gehörte er bis 1979 an.
Er war von 1979 bis 1983 und wieder von 1987 bis 1995 rund 12 Jahre lang Mitglied in der Bremischen Bürgerschaft und wirkte in verschiedenen Deputationen und Ausschüssen der Bürgerschaft. Er vertrat seine Fraktion vor allem in der Baudeputation von 1979 bis 1983 sowie nochmals von 1987 bis 1991. 
Von 1987 bis 1991 war er Stellvertretender Vorsitzender der wieder in der Bürgerschaft zurückgekehrten FDP-Fraktion und von 1991 bis 1995 FDP-Fraktionsvorsitzender und finanzpolitischer Sprecher. Außerdem vertrat er die FDP im Koalitionsausschuss der Ampelkoalition des Senats Wedemeier III.

### Weitere Mitgliedschaften
Welke war 1976 Mitgründer des Vereins Park links der Weser in Bremen. Er ist seit 2009 Vorsitzender des Vereins, der einen 239 Hektar großen Landschaftspark an der Ochtum zwischen Grolland und Huchting anlegt und pflegt.